# Abbundmaschine

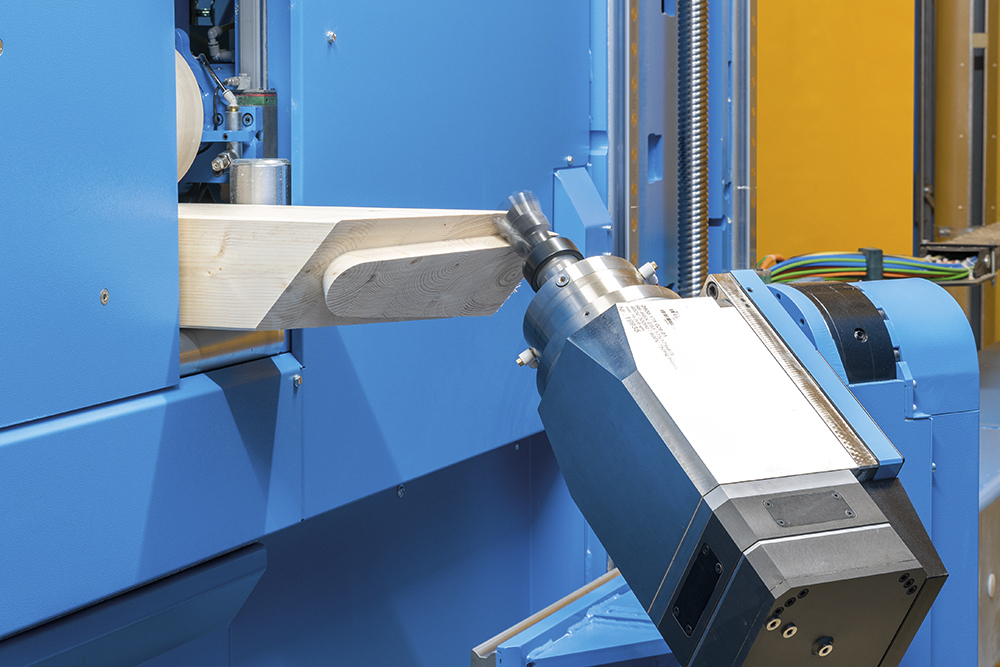
Moderne Schwalbenschwanzverbindung, hergestellt mit 6-Achs Technologie

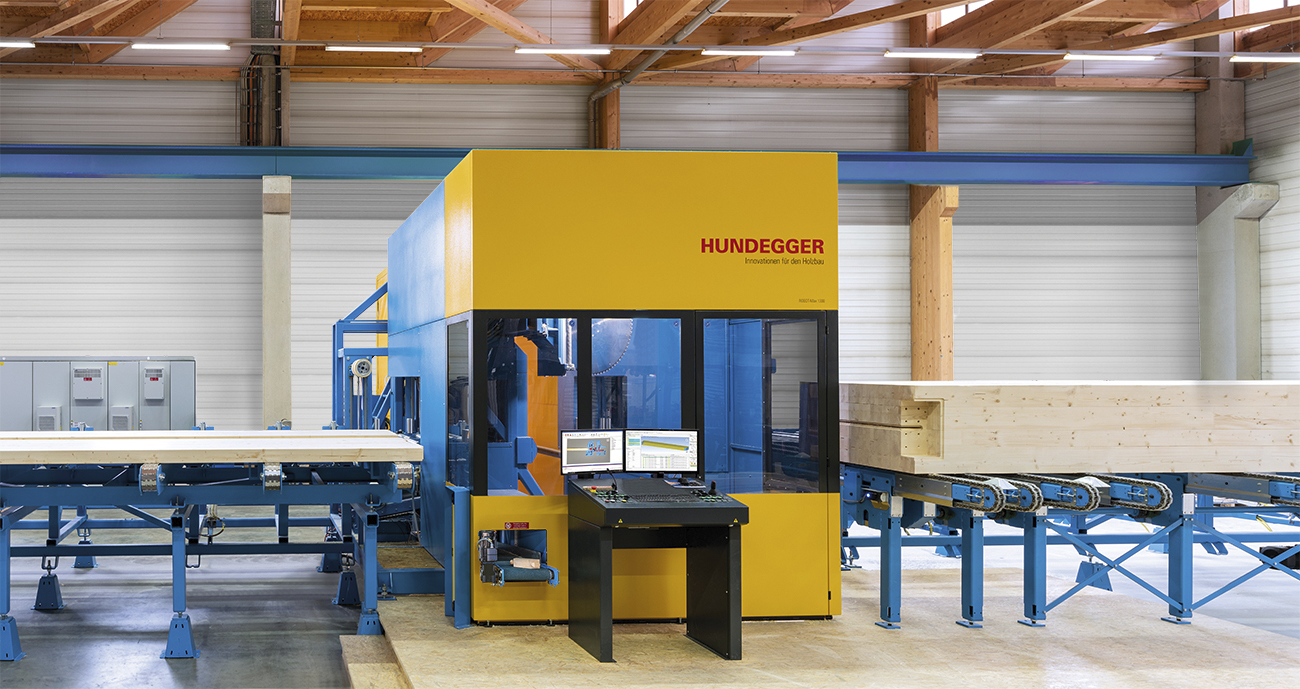
Moderne 6-Achs-Abbundmaschine

Abbundmaschinen sind CNC-gesteuerte Holzzuschnittanlagen. Die erste, noch mechanisch geregelte, Anlage wurde von Fertighaus Weiss und Fezer im Jahre 1963 entwickelt. Im Jahr 1984 wurde dann die erste tatsächlich computergesteuerte Abbundanlage P8 von der Hans Hundegger Maschinenbau GmbH entwickelt.

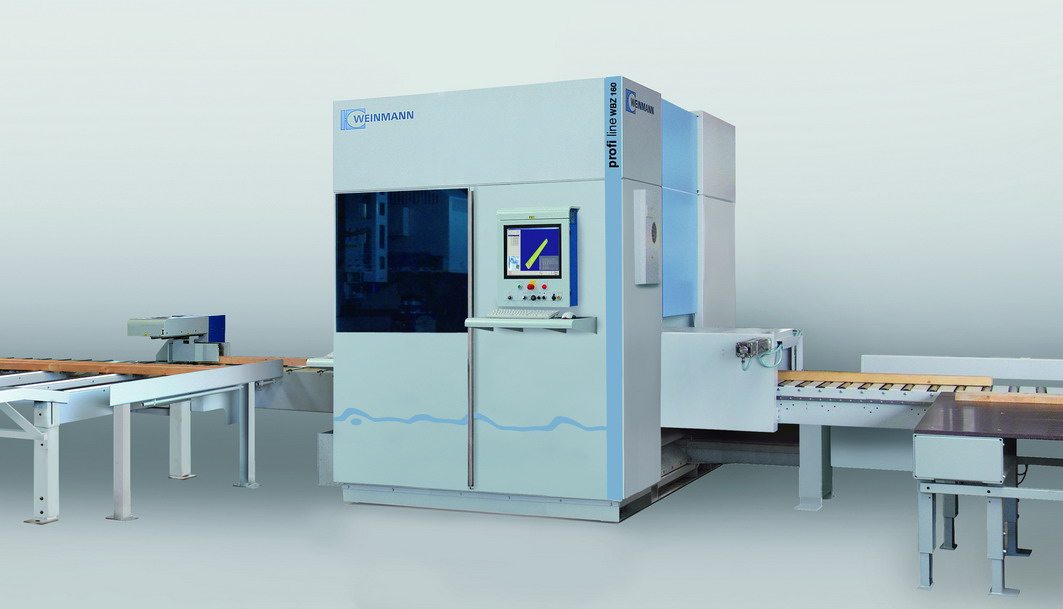
Abbundmaschine

## Arbeitsweise

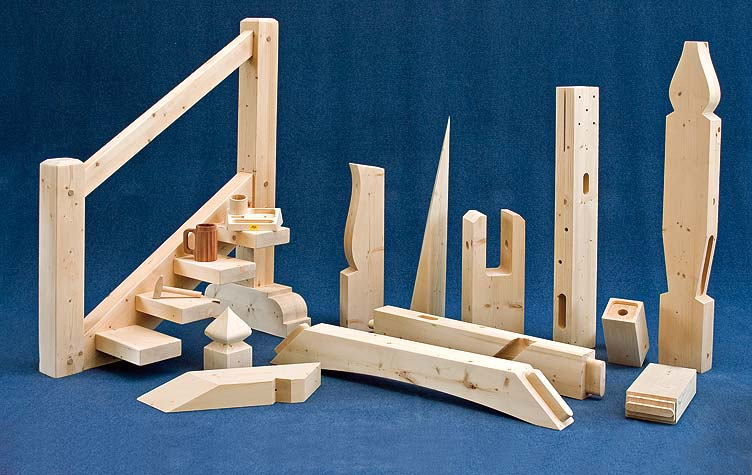
Verschiedene Profile, die mit einer computergesteuerten Abbundanlage hergestellt wurden

Abbundmaschinen bearbeiten die Bauhölzer, die der Zimmermann benötigt, um ein Haus in Blockbau- oder Holzständerbauweise (Holzrahmenbau, Fachwerk) oder einen Dachstuhl aufzubauen. Der Zimmermann konstruiert das Haus bzw. die Holzkonstruktion mit einem Abbundprogramm (z. B. cadwork, TrimFox, S & S, Dietrichs, Sema) nach den Vorgaben des Architekten oder Statikers.
Im Regelfall werden diese Daten dann an den Computer der Abbundmaschine übergeben. Inzwischen werden herstellerunabhängige Datenschnittstellen wie z. B. BTL von den meisten CAD- und Maschinenlieferanten genutzt. Dieser Computer enthält eine Software, die die Bearbeitung jedes einzelnen Bauteiles steuert. Aktuelle Software bietet dem Bediener umfangreiche Eingriffsmöglichkeiten in die Bauteiloptimierung und -ausrichtung sowie die Werkzeugauswahl.
Je nach Betriebsstruktur können moderne Abbundmaschinen nach Bauart und Ausführung in verschiedenen Größen und Ausführungen eingesetzt werden.
Die meisten Hersteller bieten die Möglichkeit, die gewünschten Anlagen im Baukastensystem modular beliebig auszurüsten und bei Bedarf zu erweitern, so dass von der reinen Zuschnittsäge bis zur komplett ausgerüsteten Abbundmaschine jede beliebige Ausstattungsvariante möglich ist. Fast alle im Holzbau vorkommenden Bearbeitungen und Verbindungen sind mit Abbundanlagen herzustellen. Selbst freie Profilierungen und Verzierungen können im CAD oder vom Maschinenführer selbstständig konstruiert werden.
Intelligente Mehrprozessor-Steuerungen ermöglichen einen rationellen Arbeitsablauf ohne Holz-Vorsortierungen. Die Hölzer können in beliebiger Reihenfolge eingegeben und aufgerufen, von der Maschine bearbeitet und automatisch aus der Holzliste abgebucht werden. Markier- und Schreibgeräte bzw. Etikettendrucker ermöglichen das Kennzeichnen der Bauteile, so dass diese richtig zugeordnet verladen und montiert werden können.
Die Bauteile werden Stück für Stück von Querförderern oder Ablageböcken entnommen, parallel ausgerichtet und auf den Maschinentisch befördert. Die Rohholzlänge kann mit Lasermessgeräten oder durch den Einzuggreifer vollautomatisch ermittelt werden. In Bezug auf die festgestellte Holzlänge wird dem Maschinenführer ein Optimierungsvorschlag aus der Holzliste angezeigt, um den anfallenden Verschnitt möglichst zu minimieren. Auch der Holzquerschnitt wird automatisch auf Breite und Höhe überprüft und die Maschine bei Abweichungen außerhalb der vorgewählten Toleranz angehalten. Dadurch wird die genaue Bearbeitung ohne manuelle Querschnittskorrektur erreicht. Bei einer Falschlage des Bauteiles wird dieses automatisch umgekantet. So wird erreicht, dass z. B. Zapfen immer genau mittig vom Bauteil sind oder Kerven beidseitig die genau gleiche Tiefe aufweisen.
Das Werkstück wird dann in der Regel dem jeweiligen Aggregat (sägen, fräsen, markieren, …) zugeführt und bearbeitet. Der Transport der Bauteile bzw. Werkstücke erfolgt über verschiedene Transportsysteme wie z. B. Greif- und Führungswagen. Mit diesen kann auch bei verdrehten oder krummen Hölzern die notwendige Genauigkeit der Bearbeitung erzielt werden.
Der Abfall sowie kurze Gutteile werden teilweise automatisch getrennt und auf separaten Förderbändern abtransportiert.

## Stand der Technik
Abbundmaschinen der neuesten Generation können die Bauteile uneingeschränkt an sechs Seiten anfahren und in allen Winkeln und Neigungen bearbeiten. Dank dieser umseitigen Bearbeitung entfällt selbst bei großen Bauteilen das Wenden oder der zweite Bearbeitungsdurchlauf. Dies spart nicht nur Zeit, es ermöglicht auch eine Bearbeitung in absoluter Präzision und Genauigkeit.
Herzstück einer Maschine kann zum Beispiel ein Sechs-Achs-Aggregat mit 12 kW Leistung, einem Drehzahlbereich von 0 bis 12000/min und 16-fach-Werkzeugwechsler sein. Die automatische Werkzeugaufnahme ermöglicht den sekundenschnellen Wechsel von Sägeblättern, Bohrern, Fingerfräsern, Scheibenfräsern, Schwalbenschwanzfräsern, Walzenfräsern und Markierstiften zur Bauteilbeschriftung.

## Werkzeuge

### Sägen

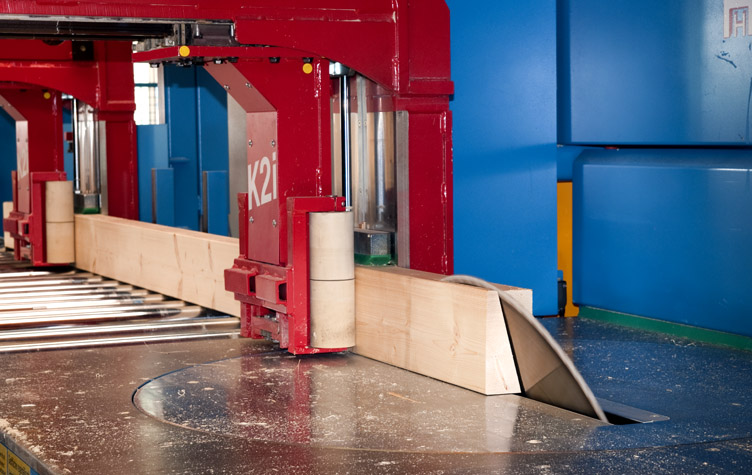
Auftrennen mit der Säge

Sämtliche Arten von Sägeschnitten, wie Schifter-, Hexen-, Verjüngungs- und Gehrungsschnitte in jedem Winkel, jeder Neigung und in allen Längen werden mit Hilfe von Sägespindeln oder Untertischschwenkkappsägen vollautomatisch und millimetergenau ausgeführt.
Auskehlungen, Abgratungen und Nuten sind in jeder beliebigen Länge möglich. Stellbrettnuten können in jeder Breite und in jedem Winkel bearbeitet werden. Automatisiertes Umkanten und 5-achsige Bearbeitung ermöglichen dabei fast jede denkbare Ausarbeitung des gewünschten Werkstückes.

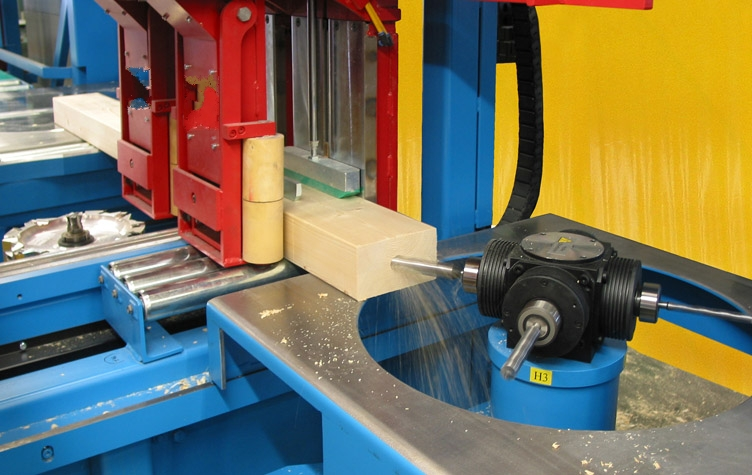
Mit verschiedenen Werkzeugen ausgestattetes Fräsaggregat

### Fräsen
Um die Flexibilität der Abbundmaschinen zu steigern, werden verstärkt Fünf-Achsfräsaggregate eingesetzt. Diese können mit einer zusätzlichen Neigungsachse auch Fräsungen für steigende Kerven, schräge Bohrungen, konische Schwalbenschwanzzapfen, Abgraten und Auskehlen usw. ausführen. Moderne Fräsaggregate sind um volle 360° drehbar, horizontal und auch vertikal montierbar und bearbeiten die Bauteile entsprechend der Eingabe und des dafür benötigten und vorhandenen Werkzeuges an allen Bauteilseiten.
Es werden Finger- sowie Walzenfräser eingesetzt. Mit Fingerfräsern werden Bohrungen, Ausblattungen und Profile, mit Walzenfräsern Ausblattungen, Abgratungen, Auskehlungen, Zapfen und Kerven ausgearbeitet.
Besondere Schwalbenschwanzfräser ermöglichen die Ausführung sowohl paralleler, als auch konischer Schwalbenschwanzverbindungen, mit oder ohne Absatz. Hier wird der Vorteil der Fünf-Achsbearbeitung besonders deutlich. Auf diese Weise lassen sich derart komplizierte Holzverbindungen, z. B. an einem Schifter, wirtschaftlich herstellen.

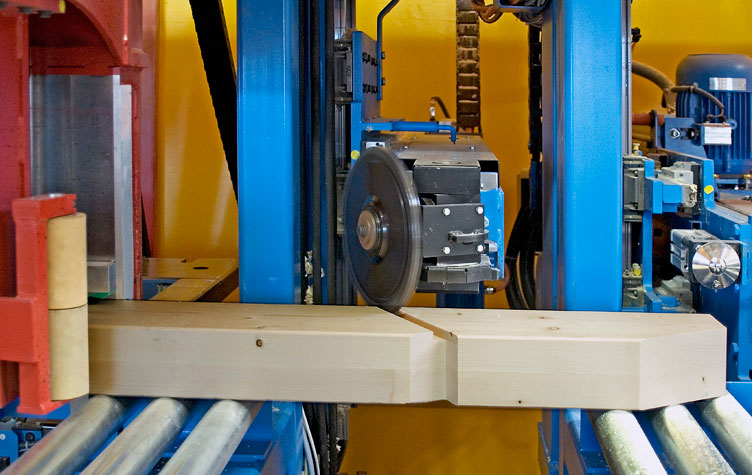
Mit der schwenkbaren Fräse (0–180°) lassen sich Stellbrett- und Längsnuten vollautomatisch herstellen.

Mit Sonderwerkzeugen können auch traditionelle, sonst extrem aufwendige Bearbeitungen wie Schwalbenschwanz und Tiroler-Schloss rationell und präzise gefertigt werden.
Durch den Einsatz von Längs- und Quernutfräsen können nicht nur Stellbrettnuten, sondern auch Nuten in Längsrichtung des Bauteiles, entweder mit einem Sägeblatt oder einem Scheibenfräser ausgeführt werden.
Um bei besonders aufwendigen Bearbeitungen oder vielen, sehr unterschiedlichen Bauteilen die Bearbeitungszeit zu optimieren, können automatische Werkzeugwechsler eingebaut werden. Deren Magazine nehmen die benötigten unterschiedlichen Werkzeuge auf und wechseln diese, je nach Anforderung an das zu bearbeitende Bauteil. So können Stillstandszeiten durch zeitintensiven manuellen Werkzeugwechsel minimiert werden.

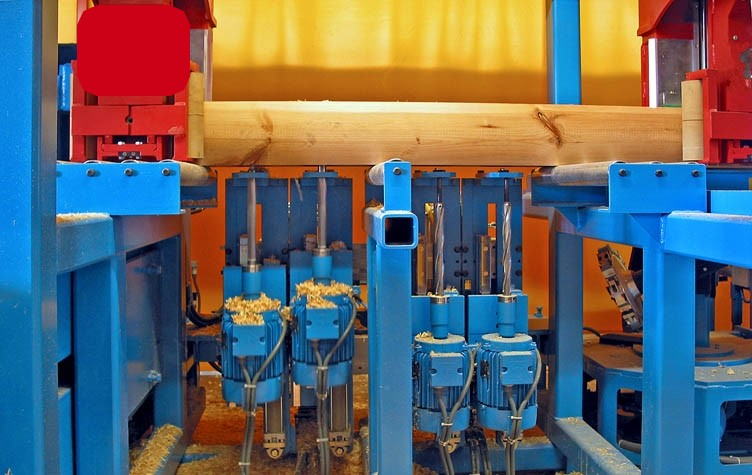
Mehrfachbohrgerät

### Bohren
Vielfach werden neben den herkömmlichen einfachen, teilweise ebenfalls mehrachsig gelagerten Bohrgeräten auch Mehrfach-Bohrgeräte angeboten. Mehrfach-Bohrgeräte bringen besonders beim Blockhausbau Vorteile, wo sie für sämtliche Bohrungen zum Einsatz kommen können. Diverse, immer wiederkehrende Bohrbilder, können natürlich auch als Makro abgespeichert und jederzeit abgerufen werden. Durch den rechnergesteuerten Arbeitshub sind alle Arten von Sacklochbohrungen, Senkungen und Ringdübelfräsungen möglich.
Um ein Ausreißen von Bohrungen zu vermeiden, können diese von zwei Seiten angebohrt werden. Durch die heute übliche hohe Präzision entstehen ausrissfreie Durchgangslöcher. Alternativ kann ein sogenanntes Splitterholz eingesetzt werden. Das Splitterholz besteht aus einem gegenüber dem Bohraggregat auf einer Linearführung geführten Konterholz, das mit einem Pneumatikzylinder gegen das Holz gepresst wird.

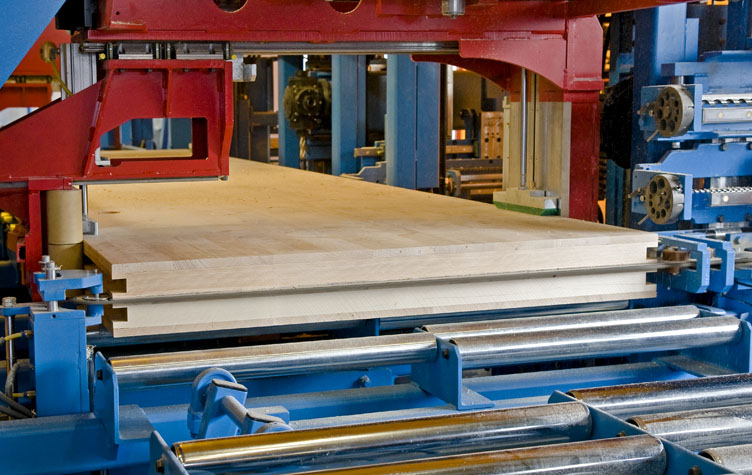
Geführtes Schlitzgerät

### Schlitzgeräte
Für tragende Konstruktionen, Anschluss- oder Verbindungsbleche, Anschweißplatten und Anschlüssen an tragende Knotenpunkte werden Schlitze in den verschiedensten Größen und Tiefen benötigt. Auf den entsprechenden Aggregaten können Schlitzketten in den notwendigen Größen montiert werden. Da die Bearbeitungsbreiten der neuesten Anlagengeneration des führenden Herstellers bereits bis 1250 mm reichen und bei diesen Bearbeitungen eine besonders exakte Ausführung unbedingt notwendig ist, wird mit geführten Schlitzgeräten gearbeitet. Hier wird beim Durchschlitzen das Schwert auf der Gegenseite automatisch fixiert und das Holz in Längsrichtung kontinuierlich verfahren. Ein Verlaufen des Schlitzes durch wärmebedingte Verformung des Werkzeuges ist so ausgeschlossen.

### Umkanten und Ausbringen
Da bei den meisten gängigen Fünf-Achs-Abbundanlagen ausschließlich fünf Seiten bearbeitet werden können, müssen die Bauteile umgekantet werden. Da es zur genauen Weiterbearbeitung der Bauteile unbedingt notwendig ist, dies völlig exakt in der Längsachse auszuführen, werden die Balken teilweise automatisch umgekantet. Das erfolgt mittels auf einer Schwinge gelagerten Greifbacken pneumatisch -im Optimalfall wegen des höheren Anpressdrucks hydraulisch- fixiert und in 90° Schritten positionsgenau. Alternativ hierzu bieten manche Hersteller nach dem Umkanten eine vollautomatische Vermessung des bereits halb bearbeiteten Bauteils an, was ein manuelles Wenden ermöglicht und für eine höhere Bauteilgenauigkeit sorgt.
Nach beendeter Bearbeitung in den einzelnen Arbeitsstationen werden die Bauteile mit Ausstoßern auf anschließende Querförderer oder Ablageböcke geschoben.

## Vor- und Nachteile
Die Vorteile solcher Anlagen liegen vor allem bei der Genauigkeit und Bearbeitungsgeschwindigkeit. Für den Abbund wird nur eine Person und ein Gabelstapler oder Hallenkran benötigt.
Abbundanlagen sind ein enormer Zugewinn für die Zimmerei und den Holzbau als ganzes. Sie ermöglichen die äußerst präzise, schnelle und wirtschaftliche Herstellung neuer und traditioneller Konstruktionen, ersetzen aber natürlich nicht das solide Wissen über sinnvolle und funktionierende Holzkonstruktionen. Ausfalläste, Harzgallen oder sonstige Holzfehler erkennt die Maschine nicht. Auch auf Absplitterungen reagiert sie nicht. Wie jede Maschine ist sie nach wie vor auf den handwerklichen Sachverstand und die Kenntnisse des Bedieners angewiesen. Bei der Genauigkeit kann der konventionelle händische Abbund durch geschultes Personal mit der Abbundanlage durchaus konkurrieren, da mit heutigen Handmaschinen mithilfe von Führungsschienen und Präzisionslehren sehr genaue Ergebnisse zu erzielen sind. Es ist dazu aber ein sehr hoher personeller und zeitlicher Aufwand notwendig.
Als Nachteil ist prinzipiell die ausstattungsabhängig hohe Investitionssumme zu sehen. Der Anschaffungspreis einer neuen Maschine beginnt in der Grundausstattung bei ca. 80.000 Euro und ist daher nicht für jeden Zimmereibetrieb rentabel. Die Vielzahl der heute angebotenen Anlagevarianten macht aber eine individuelle Anpassung an die jeweiligen betrieblichen und wirtschaftlichen Gegebenheiten immer einfacher. Inzwischen werden auch Abbundanlagen speziell für kleinere Zimmereibetriebe angeboten, die zu einem moderaten Preis bereits 5-Achs-Bearbeitung ermöglichen.
Teilweise sind spezielle Baumaßnahmen für die Späneentsorgung notwendig, die gerade bei Einstiegsmaschinen die Investitionssumme überproportional erhöhen. Alternativ stehen Maschinen mit oberirdischer Späneentsorgung zur Verfügung.
Um Nutzen und Vorteile modernster Abbundanlagen auch kleineren Betrieben zugänglich zu machen, haben sich in den letzten Jahren in ganz Europa Abbundzentren gegründet. In diesen teilweise von mehreren Zimmereiunternehmen gemeinsam geführten Abbundzentren werden im Lohnauftrag die vom Zimmerer bestellten Holzbauteile bearbeitet, ohne mit diesen in Konkurrenz zu stehen. Auch der kleine Zimmereibetrieb kann so das vorhandene Know-how nutzen, ohne zu große wirtschaftliche Risiken eingehen zu müssen. Zusammenschlüsse von Zimmereien wie z. B. der „Verband High-Tech im Zimmererhandwerk“ und verschiedene Berufsverbände agieren als Interessenvertretung gegenüber Maschinenherstellern, Software-Anbietern, Holzlieferanten und Behörden oder Ämtern.